# Lédergues
 Lédergues  (en occitano Ledèrgas) es una población y comuna francesa, situada en la región de Mediodía-Pirineos, departamento de Aveyron, en el distrito de Rodez y cantón de Réquista.

## Demografía
| 1175 | 1049 | 960 | 862 | 746 | 683 |
| Para los censos de 1962 a 1999 la población legal corresponde a la población sin duplicidades (Fuente: INSEE [Consultar]) |      |     |     |     |     |